# Llotja de Tortosa
La Llotja és un edifici de la ciutat de Tortosa (Baix Ebre) protegit com a bé cultural d'interès local.

## Descripció

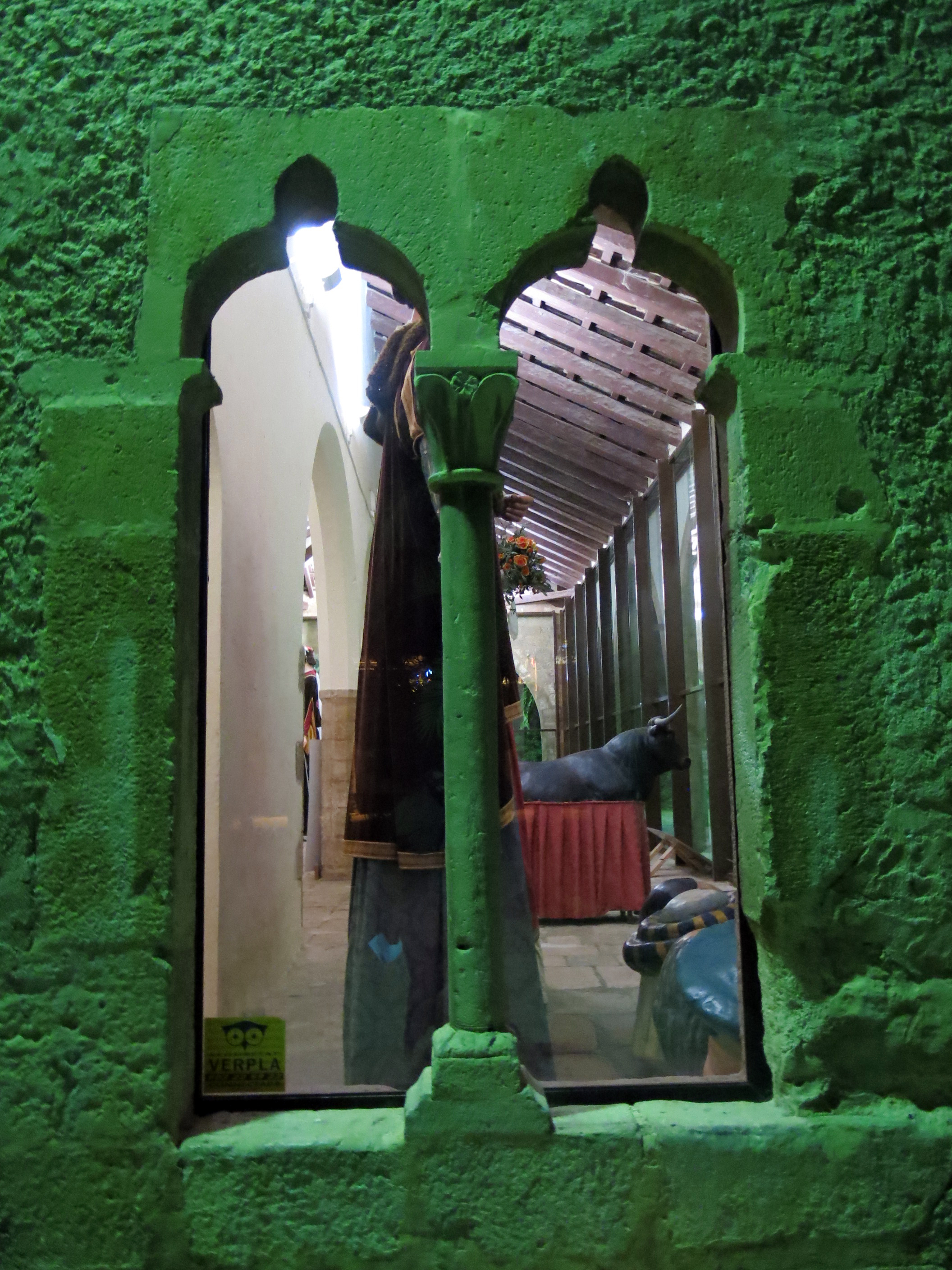
Finestra geminada trilobulada

És una construcció de planta rectangular oberta a l'exterior mitjançant arcades apuntades per tres dels costats: el quart, que mira al nord, és tancat per un mur de maçoneria al qual s'obren dues finestres geminades amb arcs superiors trilobulats i primes columnes de separació amb capitells decorats amb fulles esquemàtiques i una roseta central per banda. L'interior està dividit en dues naus longitudinals de la mateixa mida, separades per un mur obert també per tres grans arcades centrals i dues extremes de més petites, totes de mig punt. El terra és de lloses de pedra i la coberta és una teulada a dues aigües, amb teula àrab recolzada directament sobre llistons de fusta sostinguts per bigues. Els murs són de carreus de pedra, igual que els angles, els arcs exteriors i les pilastres, així com les esmentades finestres geminades. La resta és de maçoneria arrebossada a l'exterior i emblanquinada a l'interior. És situada a l'extrem NO del parc de Teodor Gonzàlez, on forma part del conjunt d'esbarjo d'aquest recinte arbrat.

## Història
En un principi es trobava prop dels terrenys de l'actual mercat, entre el carrer de la Llotja, la plaça de la Pau i l'avinguda de Felip Pedrell. La cèdula que n'autoritzava la construcció com a dipòsit de mercaderies i centre de contractació fou concedida per Ferran, fill d'Alfons III. Malgrat això, l'inici efectiu de la construcció no es va produir fins al 1368, i la part principal dels treballs, finançats amb impostos de tipus comercial sobre càrrega i descàrrega de mercaderies, es va acabar el 1373. El mestre major de l'obra va ser el pedrapiquer Arnau Marco, un dels arquitectes més destacats de la Tortosa del tres-cents. L'edifici va ser ampliat constantment en època medieval i moderna i reconstruït d'acord amb les idees de l'arquitecte Jeroni Martorell, director del Servei de Catalogació i Conservació de Béns de la Generalitat de Catalunya.

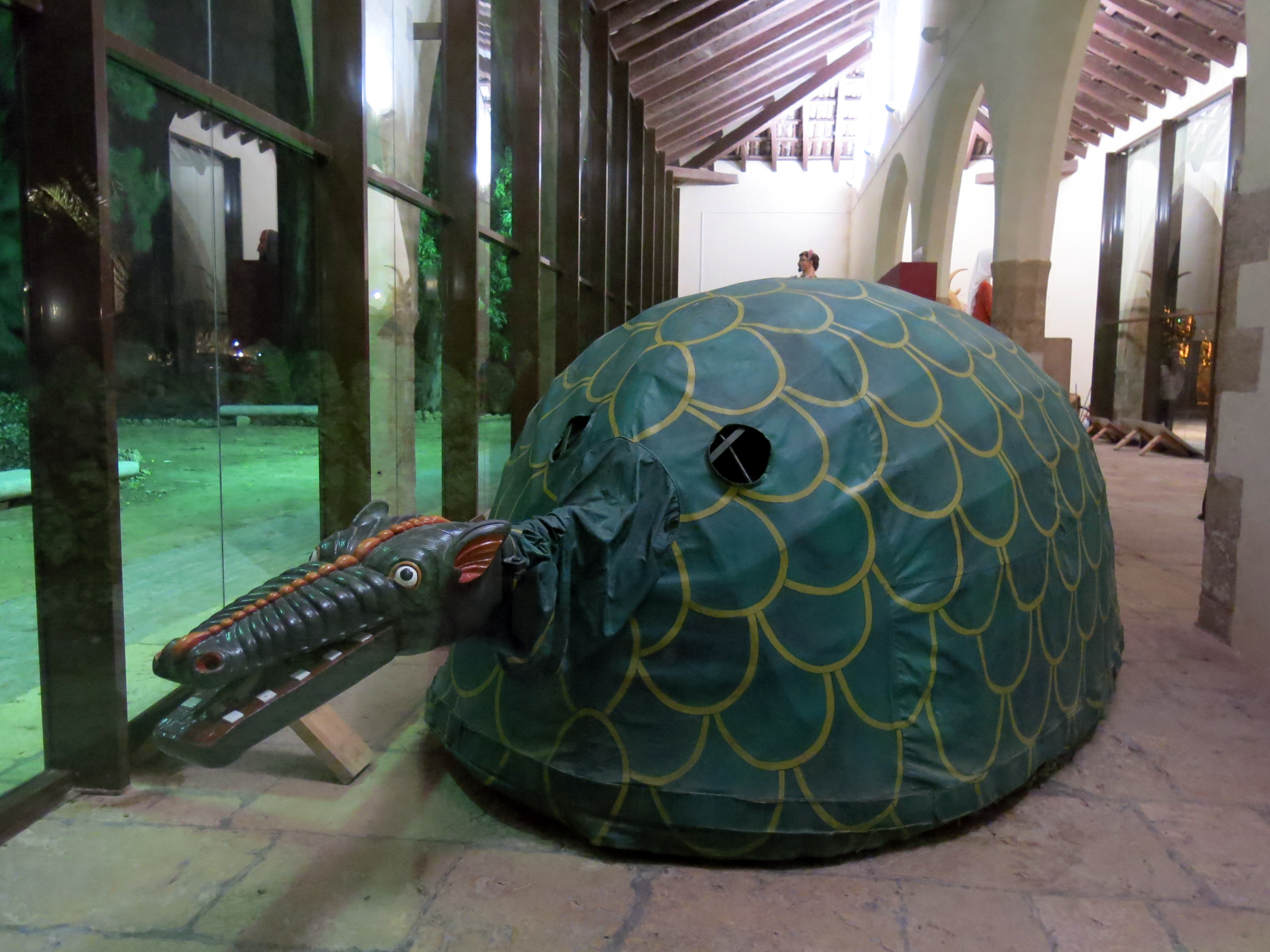
La Cucafera de Tortosa, exposada a la Llotja, juntament amb altres elements del bestiari popular i la imatgeria festiva de la ciutat

Constituïa el punt de partida de la línia comercial de la ciutat, que es mantingué fins al segle xix i que anava pel carrer de les Fusteries (actual avinguda de la Generalitat), les places de les Cols (ara de la Constitució), de la Font (l'actual d'Agustí Querol) i del Pont de Pedra (Pescateria), el carrer dels Sastres (ara de la Rosa) i la plaça de Dalt (plaça de Nostra Senyora de la Cinta), i acabava al portal del Romeu. Al segle xvi es va prolongar la construcció amb dos pavellons adossats a la banda sud i es va acabar el 1586. Al segle xvii passà a ser propietat militar i es convertí en dipòsit de guerra. Tornat a recuperar, deixà de complir definitivament funció comercial el 1716 amb el Decret de Nova Planta, que va anul·lar el Consolat del Mar. Més tard es va tornar a utilitzar amb finalitats militars (era del Govern Militar), i al segle xix, i destruïdes les construccions annexes, es traslladà al parc el 1932.
Durant les darreres dècades la Llotja no va tenir un ús determinat, fins que el 2010 fou transformada en la Casa dels Gegants, centre d'interpretació i de promoció de la cultura popular, on s'exhibeixen els elements del seguici festiu de la ciutat. A l'exposició permanent s'hi mostren els vuit gegants de la ciutat, les cucaferes, més d'una vintena de nanos, el bou i l'àguila, els cavallets i altres elements que integren la imatgeria popular tortosina.